# مقاطعة جوتلاندز
مقاطعة جوتلاندز (بالسويدية: Gotlands län) هي إحدى مقاطعات السويد وتقع في بحر البلطيق شرق جزيرة أولاند وهي أكبر الجزر السويدية. عادة ما تكون المقاطعات السويدية مقسمة إلى بلديات، ولكن مقاطعة غوتلاند تتكون فقط من بلدية واحدة هي بلدية غوتلاند. مقاطعة غوتلاند هي المقاطعة الوحيدة في السويد التي لا يحكمها مجلس محافظة. وتتولى البلدية المهام التي يعالجها مجلس المحافظة، ولا سيما الرعاية الصحية والنقل العام. وعلى غرار المقاطعات الأخرى، يوجد لدى غوتلاند مجلس إداري للمقاطعة يشرف على تنفيذ سياسات الحكومة السويدية. كل من المجلس الإداري للمقاطعة والبلدية لديها مقعد في مدينة فيسبي، وهي العاصمة وأكبر مدينة بتعداد أكثر من 22,000 نسمة.